# Longjumeau
Longjumeau là một xã trong vùng hành chính Île-de-France, thuộc tỉnh Essonne, quận Palaiseau, tổng Longjumeau. Tọa độ địa lý của xã là 48° 41' vĩ độ bắc, 02° 17' kinh độ đông. Longjumeau nằm trên độ cao trung bình là 74 mét trên mực nước biển, có điểm thấp nhất là 40 mét và điểm cao nhất là 93 mét. Xã có diện tích 4,84 km², dân số vào thời điểm 1999 là 19.957 người; mật độ dân số là 4123 người/km².

## Thông tin nhân khẩu
| 1962 | 1968  | 1975  | 1982  | 1990  | 1999  | 2005  |
| ---- | ----- | ----- | ----- | ----- | ----- | ----- |
| 5522 | 12929 | 18170 | 18370 | 19864 | 19957 | 20158 |

## Các thành phố kết nghĩa
- Bretten, Đức, 1981,

## Nhân vật nổi tiếng
- Lenin đã sống tại đây trong tháng 5 năm 1911.

## Địa điểm tham quan
- Nhà thờ Saint-Martin (từ 1250)